# 崒洞祝洞之戰
崒洞祝洞之戰（越南语：／）是越南反抗明朝统治的蓝山起义中的一场重要的战役，发生在宣德元年（1426年）十月（一说为十一月）。

## 背景
黎利攻陷乂安之后，接连攻破周边的地区，声势浩大。随后，黎利亲率蓝山起义军包围东关城（今河内市）。明廷得知后，派征夷大将军王通、参将马瑛带兵五万至东关城救援，会合当地的明军，共得大军十万。随后，王通与尚书陈洽兵分三路攻打黎利。王通屯兵于古所渡（在石室县）、方政屯兵沙堆（在慈廉县）、内官马骐屯兵青威，连营而居。蓝山军李篆、杜秘遣兵诱敌，以伏兵大败马骐，马骐仅以身免，投奔王通。随后乘胜又追击，方政得知马骐兵败后，撤退到古所渡同王通会合。

## 战役
王通认为蓝山军必定会追击至此，便事先设下伏兵，待李篆追击到时，被伏兵击败，逃往高部（在美良县、彰德县一带），派人至清潭（今青池县）向丁礼、阮炽求援。丁、阮二人得知后领兵三千人、战象两只驰援，设伏于崒洞（在美良县）和祝洞（在彰德县）。此时也王通追击前来，屯兵于宁桥，并派一路军队秘密行军包抄李篆军的后路，约定以炮声为号对其进行夹击。
然而王通的斥候被丁礼俘获，将明军的计划告知了蓝山军。丁礼便将计就计，在五更时分放炮为号，明军立即蜂拥出击。当时正下着大雨，道路泥泞难行。明军行至崒洞，遭到丁礼的四面夹击而大败，死五万余人、被俘万余人，尚书陈洽和内官李亮阵亡。王通亦负伤，与方政、马骐逃回东关城。

## 影响
此战之后，蓝山军获得更大的优势，其地位更加稳固。王通气势沮丧，找出了明成祖命令寻找安南陈氏皇族子孙的诏书，私下派遣使者前去找黎利，同意把清化以南的地区全部划给蓝山军，但要求他立陈氏子孙为王。黎利便立陳暠为王，自称卫国公，遣使向明朝求封。王通原答应撤军，但却在安南土官梁汝笏、杜维忠、陈封的劝说下放弃了这个念头。

## 质疑
根据越南史料的记载可知，此战蓝山军仅数千人，而明军总人数为十万人。越南近代历史学家陈仲金认为，蓝山军以数千人的兵力竟能够大破明军，斩五万、俘一万，令人费解，若为事实，明军“岂非太过于懦弱无能”。因此陈仲金认为这段资料可能是后黎朝史官“有意偏袒，致使与事实不符”。但不论如何，此战役是一场大战，明军大败却是史实。

## 注解
1. 1 2 3  《大越史记全书》、《蓝山实录》
2. ↑  《明史·王通传》